# Blérancourt
Blérancourt è un comune francese di 1 334 abitanti situato nel dipartimento dell'Aisne della regione dell'Alta Francia.

## Monumenti e luoghi d'interesse
- Castello di Blérancourt, antica residenza dei Duchi di Gesvres, venne costruito a partire dal 1612 su disegno di Salomon de Brosse. Fortemente colpito durante la prima guerra mondiale, oggi ospita il Museo Franco-Americano.

## Società

### Evoluzione demografica
Abitanti censiti